# Systella rafflesii
Systella rafflesii är en insektsart som beskrevs av John Obadiah Westwood 1841. Systella rafflesii ingår i släktet Systella och familjen Trigonopterygidae. Inga underarter finns listade i Catalogue of Life.